# Lago Ypacaraí
Il lago Ypacaraí è un lago situato tra il Dipartimento Central e il Dipartimento di Cordillera, in Paraguay, approssimativamente a 48 km dalla capitale del paese, Asunción. 
È circondato dalle città di Areguá, Ypacaraí e San Bernardino. Durante la stagione estiva, il lago si riempie di villeggianti che usufruiscono delle sue spiagge.
All'inizio degli anni Duemila, nel lago sono stati riscontrati notevoli problemi di inquinamento.

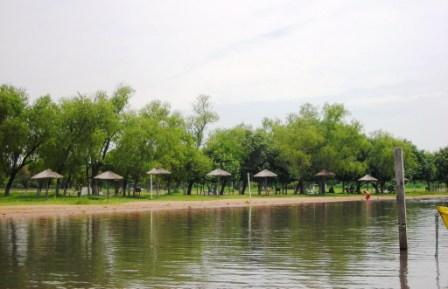
Vista dalla spiaggia di Areguá

## Origine del nome
Anticamente veniva chiamato "lago Tapycuá". Esistono diverse versioni sul significato del suo nome attuale. Per alcuni significa “lago santo”, dato che secondo la leggenda il Beato Luis de Bolaños lo benedisse attorno all'anno 1600. Secondo altre versioni il suo nome deriverebbe da un fraintendimento tra spagnoli ed indios guaraní: si racconta che quando gli spagnoli chiesero agli indigeni il nome del lago questi risposero "ypa karai?" che, tradotto, significherebbe "si riferisce all'acqua, signore?".

## Geografia
Il lago Ypacaraí ha una superficie approssimativa di 60 km² e la sua lunghezza si estende per circa 24 km da nord a sud e da 5 a 6 km da est a ovest. La sua profondità media è di soli 3 m. È circondato da colline (cerros) coperte da fitta vegetazione oltre che dalle città di San Bernardino, Ypacaraí ed Areguá. Suo emissario è il rio Salado, un affluente del fiume Paraguay; immissari del lago sono vari torrenti, come il Yaguá Resau, lo Yuquyry, il Puente Estrella e il Pirayú.

## Clima
Il clima nella zona è generalmente caldo, con abbondanza di giorni soleggiati. Le temperature oscillano tra i 26° e i 41 °C durante l'estate australe, mentre in inverno varia tra i 3° e i 25 °C.

## Curiosità
Nei paesi latinoamericani il lago è conosciuto soprattutto a causa di una canzone di Demetrio Ortiz, con testo di Zulema de Mirkin, intitolata “Recuerdos de Ypacaraí”, cantata, tra gli altri, anche da Caetano Veloso e Julio Iglesias.